# Classic Var 2024
La Classic Var 2024 est la 1re édition de cette course cycliste sur route masculine. Elle a lieu le 16 février 2024 entre Saint-Raphaël et le Mont Faron sur les hauteurs de Toulon (Var), dans le sud de la France, et fait partie du calendrier UCI Europe Tour 2024 en catégorie 1.1. 

## Présentation
L'épreuve est créée par la scission du Tour des Alpes-Maritimes et du Var en deux épreuves, la Classic Var disputée le vendredi et le Tour des Alpes-Maritimes couru le samedi et le dimanche suivants sur deux étapes au lieu de trois précédemment.

### Parcours
Les coureurs partent de Saint-Raphaël au bord de la mer Méditerranée pour entamer les deux premiers tiers d'un tracé sans grandes difficultés. Ils parcourent ensuite une longue montée vers le circuit du Castelet puis grimpent le col du Corps de Garde avant d'escalader le Mont Faron (6 km à 8,3 %) où est tracée la ligne d'arrivée après un parcours de 183 kilomètres.

### Équipes
| WorldTeams (5)- Arkéa-B&B Hotels - Groupama-FDJ - Cofidis - Team dsm-firmenich PostNL - Decathlon-AG2R La Mondiale ProTeams (5)- Israel-Premier Tech - Uno-X Mobility - Corratec-Vini Fantini - Bingoal WB - TotalEnergies Équipes continentales (6)- Lotto Dstny Development Team - Lidl-Trek Future Racing - Nice Métropole Côte d'Azur - Van Rysel-Roubaix - Saint Michel-Mavic-Auber 93 - CIC U Nantes Atlantique |
| |

## Déroulement de la course
Une échappée de six coureurs se forme dès le départ réel et elle compte jusqu'à 4 min 35 d'avance. Son dernier membre, Morne Van Niekerk, est rattrapé à 14 km  de l'arrivée. Dans l'ascension du Mont Faron, des attaques sont lancées par Lenny Martinez, Tobias Johannessen et David Gaudu. Romain Bardet (DSM-firmenich PostNL) lance le sprint à 300 mètres de l’arrivée avant d’être doublé par Tobias Johannessen (Uno-X) qui file seul vers la victoire. Mais le Norvégien célèbre son succès trop tôt en levant le bras quelques mètres avant la ligne d'arrivée, ce qui permet à Lenny Martinez (Groupama-FDJ) de le coiffer in extremis et de remporter une victoire inespérée.

### Classement
| \| Classement général \| Classement général \| Classement général \| Classement général \| Classement général \| \| Coureur \| Coureur \| Pays \| Équipe \| Temps \| \| ------------------ \| ---------------------- \| ------------------ \| -------------------------- \| ------------------ \| \| 1er \| Lenny Martinez \| France \| Groupama-FDJ \| 4 h 09 min 43 s \| \| 2e \| Tobias Johannessen \| Norvège \| Uno-X Mobility \| + 0 s \| \| 3e \| Romain Bardet \| France \| Team dsm-firmenich PostNL \| + 0 s \| \| 4e \| Michael Woods \| Canada \| Israel-Premier Tech \| + 1 s \| \| 5e \| Aurélien Paret-Peintre \| France \| Decathlon-AG2R La Mondiale \| + 10 s \| \| 6e \| David Gaudu \| France \| Groupama-FDJ \| + 17 s \| \| 7e \| Bastien Tronchon \| France \| Decathlon-AG2R La Mondiale \| + 28 s \| \| 8e \| Kevin Vermaerke \| États-Unis \| Team dsm-firmenich PostNL \| + 28 s \| \| 9e \| Simon Dalby \| Danemark \| Uno-X Mobility \| + 28 s \| \| 10e \| Romain Grégoire \| France \| Groupama-FDJ \| + 41 s \| |                        |            |                            |                 |
| |                        |            |                            |                 |
| Source : ProCyclingStats |                        |            |                            |                 |
| Classement général |                        |            |                            |                 |
| Coureur | Coureur                | Pays       | Équipe                     | Temps           |
| 1er | Lenny Martinez         | France     | Groupama-FDJ               | 4 h 09 min 43 s |
| 2e | Tobias Johannessen     | Norvège    | Uno-X Mobility             | + 0 s           |
| 3e | Romain Bardet          | France     | Team dsm-firmenich PostNL  | + 0 s           |
| 4e | Michael Woods          | Canada     | Israel-Premier Tech        | + 1 s           |
| 5e | Aurélien Paret-Peintre | France     | Decathlon-AG2R La Mondiale | + 10 s          |
| 6e | David Gaudu            | France     | Groupama-FDJ               | + 17 s          |
| 7e | Bastien Tronchon       | France     | Decathlon-AG2R La Mondiale | + 28 s          |
| 8e | Kevin Vermaerke        | États-Unis | Team dsm-firmenich PostNL  | + 28 s          |
| 9e | Simon Dalby            | Danemark   | Uno-X Mobility             | + 28 s          |
| 10e | Romain Grégoire        | France     | Groupama-FDJ               | + 41 s          |

### Classement UCI
La course attribue des points aux coureurs pour le Classement mondial UCI 2024 selon le barème suivant :
| Position           | 1er | 2e | 3e | 4e | 5e | 6e | 7e | 8e | 9e | 10e | 11e | 12e | 13e à 15e | 16e à 25e |
| Classement général | 125 | 85 | 70 | 60 | 50 | 40 | 35 | 30 | 25 | 20  | 15  | 10  | 5         | 3         |

## Liste des participants
| Légende | Légende                                                                    | Légende | Légende                                                    |
| ------- | -------------------------------------------------------------------------- | ------- | ---------------------------------------------------------- |
| Num     | Dossard de départ porté par le coureur sur la Classic Var                  | Pos     | Position à l'arrivée de la course                          |
|         | Indique un maillot de champion national ou mondial, suivi de sa spécialité | NP      | Indique un coureur qui n'a pas pris le départ de la course |
| AB      | Indique un coureur qui n'a pas terminé la course                           | HD      | Indique un coureur qui a terminé la course hors des délais |
| DSQ     | Indique un coureur qui a été disqualifié de la course                      |         |                                                            |

| Arkéa-B&B Hotels ARK | Arkéa-B&B Hotels ARK      | Arkéa-B&B Hotels ARK |
| -------------------- | ------------------------- | -------------------- |
| Num                  | Coureur                   | Pos                  |
| 1                    | Kévin Vauquelin (FRA)     | AB                   |
| 2                    | Clément Champoussin (FRA) | AB                   |
| 3                    | Louis Barré (FRA)         | 23e                  |
| 4                    | Ewen Costiou (FRA)        | 13e                  |
| 5                    | Raúl García Pierna (ESP)  | 100e                 |
| 6                    | Simon Guglielmi (FRA)     | 54e                  |
| 7                    | Kévin Ledanois (FRA)      | 77e                  |

| Israel-Premier Tech IPT | Israel-Premier Tech IPT | Israel-Premier Tech IPT |
| ----------------------- | ----------------------- | ----------------------- |
| Num                     | Coureur                 | Pos                     |
| 11                      | Michael Woods (CAN)     | 4e                      |
| 12                      | Dylan Teuns (BEL)       | 14e                     |
| 13                      | Krists Neilands (LAT)   | 21e                     |
| 14                      | Jakob Fuglsang (DEN)    | 26e                     |
| 15                      | Guillaume Boivin (CAN)  | 73e                     |
| 16                      | Nadav Raisberg (ISR)    | 97e                     |
| 17                      | Mason Hollyman (GBR)    | 57e                     |

| Groupama-FDJ GFC | Groupama-FDJ GFC        | Groupama-FDJ GFC |
| ---------------- | ----------------------- | ---------------- |
| Num              | Coureur                 | Pos              |
| 21               | David Gaudu (FRA)       | 6e               |
| 22               | Kevin Geniets (LUX)     | 37e              |
| 23               | Romain Grégoire (FRA)   | 10e              |
| 24               | Fabian Lienhard (SUI)   | 87e              |
| 25               | Lenny Martinez (FRA)    | 1er              |
| 26               | Lars van den Berg (NED) | 56e              |
| 27               | Jens Verbrugghe (BEL)   | AB               |

| Cofidis COF | Cofidis COF            | Cofidis COF |
| ----------- | ---------------------- | ----------- |
| Num         | Coureur                | Pos         |
| 31          | Guillaume Martin (FRA) | 41e         |
| 32          | Anthony Perez (FRA)    | 72e         |
| 33          | Gorka Izagirre (ESP)   | 31e         |
| 34          | Axel Mariault (FRA)    | 16e         |
| 35          | Jonathan Lastra (ESP)  | 15e         |
| 36          | Simon Geschke (GER)    | 86e         |
| 37          | Thomas Champion (FRA)  | 40e         |

| Team dsm-firmenich PostNL DFP | Team dsm-firmenich PostNL DFP | Team dsm-firmenich PostNL DFP |
| ----------------------------- | ----------------------------- | ----------------------------- |
| Num                           | Coureur                       | Pos                           |
| 41                            | Romain Bardet (FRA)           | 3e                            |
| 42                            | Kevin Vermaerke (USA)         | 8e                            |
| 43                            | Chris Hamilton (AUS)          | 12e                           |
| 44                            | Sean Flynn (GBR)              | 93e                           |
| 45                            | Romain Combaud (FRA)          | 63e                           |
| 46                            | Vlad Van Mechelen (BEL)       | 89e                           |

| Lotto Dstny Development Team LDD | Lotto Dstny Development Team LDD | Lotto Dstny Development Team LDD |
| -------------------------------- | -------------------------------- | -------------------------------- |
| Num                              | Coureur                          | Pos                              |
| 51                               | Axel De Lie (BEL)                | AB                               |
| 52                               | Steffen De Schuyteneer (BEL)     | 45e                              |
| 53                               | Matys Grisel (FRA)               | 62e                              |
| 54                               | Robin Orins (BEL)                | 27e                              |

| Decathlon-AG2R La Mondiale DAT | Decathlon-AG2R La Mondiale DAT | Decathlon-AG2R La Mondiale DAT |
| ------------------------------ | ------------------------------ | ------------------------------ |
| Num                            | Coureur                        | Pos                            |
| 61                             | Aurélien Paret-Peintre (FRA)   | 5e                             |
| 62                             | Benoît Cosnefroy (FRA)         | 51e                            |
| 63                             | Nans Peters (FRA)              | 11e                            |
| 64                             | Lawrence Warbasse (USA)        | 50e                            |
| 65                             | Bastien Tronchon (FRA)         | 7e                             |
| 66                             | Jordan Labrosse (FRA)          | 52e                            |
| 67                             | Jaakko Hänninen (FIN)          | 39e                            |

| Uno-X Mobility UXM | Uno-X Mobility UXM             | Uno-X Mobility UXM |
| ------------------ | ------------------------------ | ------------------ |
| Num                | Coureur                        | Pos                |
| 71                 | Tobias Johannessen (NOR)       | 2e                 |
| 72                 | Fredrik Dversnes (NOR) (route) | 76e                |
| 73                 | Ådne Holter (NOR)              | 95e                |
| 74                 | Simon Dalby (DEN)              | 9e                 |
| 75                 | Anders Johannessen (NOR)       | 96e                |
| 76                 | Jonas Iversby Hvideberg (NOR)  | 92e                |
| 77                 | Magnus Kulset (NOR)            | 58e                |

| Lidl-Trek Future Racing LTF | Lidl-Trek Future Racing LTF | Lidl-Trek Future Racing LTF |
| --------------------------- | --------------------------- | --------------------------- |
| Num                         | Coureur                     | Pos                         |
| 81                          | Mats Wenzel (LUX)           | AB                          |
| 82                          | Cole Kessler (USA)          | 61e                         |
| 83                          | Martin Pedersen (DEN)       | 99e                         |
| 84                          | Nils Aebersold (SUI)        | 42e                         |
| 85                          | Louis Leidert (GER)         | 65e                         |
| 86                          | Matteo Milan (ITA)          | 98e                         |
| 87                          | Liam O'Brien (IRL)          | 43e                         |

| Team Corratec-Vini Fantini COR | Team Corratec-Vini Fantini COR | Team Corratec-Vini Fantini COR |
| ------------------------------ | ------------------------------ | ------------------------------ |
| Num                            | Coureur                        | Pos                            |
| 91                             | Kristian Sbaragli (ITA)        | 38e                            |
| 92                             | Niccolò Bonifazio (ITA)        | 82e                            |
| 93                             | Antoine Debons (SUI)           | 33e                            |
| 94                             | Etienne van Empel (NED)        | 85e                            |
| 95                             | Simone Olivero (ITA)           | 81e                            |
| 96                             | Matteo Amella (ITA)            | 46e                            |
| 97                             | Alessandro Iacchi (ITA)        | 88e                            |

| Bingoal WB BWB | Bingoal WB BWB            | Bingoal WB BWB |
| -------------- | ------------------------- | -------------- |
| Num            | Coureur                   | Pos            |
| 101            | Marco Tizza (ITA)         | 83e            |
| 102            | Davide Persico (ITA)      | NP             |
| 103            | Floris De Tier (BEL)      | 44e            |
| 104            | Aaron Van der Beken (BEL) | 34e            |
| 105            | Louka Matthys (BEL)       | 19e            |
| 106            | Noah Detalle (BEL)        | 78e            |
| 107            | Gaëtan Verleyen (BEL)     | 75e            |

| Nice Métropole Côte d'Azur NMC | Nice Métropole Côte d'Azur NMC | Nice Métropole Côte d'Azur NMC |
| ------------------------------ | ------------------------------ | ------------------------------ |
| Num                            | Coureur                        | Pos                            |
| 112                            | Alexander Konijn (NED)         | 91e                            |
| 113                            | Axel Narbonne-Zuccarelli (FRA) | 66e                            |
| 114                            | Andrea Mifsud                  | AB                             |
| 116                            | Jean-Louis Le Ny (FRA)         | 25e                            |
| 117                            | Alexandre Léonien (FRA)        | 79e                            |

| Van Rysel-Roubaix VRR | Van Rysel-Roubaix VRR    | Van Rysel-Roubaix VRR |
| --------------------- | ------------------------ | --------------------- |
| Num                   | Coureur                  | Pos                   |
| 122                   | Célestin Guillon (FRA)   | 32e                   |
| 123                   | Valentin Tabellion (FRA) | 70e                   |
| 124                   | Thomas Boudat (FRA)      | 84e                   |
| 125                   | Kenny Molly (BEL)        | 64e                   |
| 126                   | Rémi Capron (FRA)        | 49e                   |

| TotalEnergies TEN | TotalEnergies TEN        | TotalEnergies TEN |
| ----------------- | ------------------------ | ----------------- |
| Num               | Coureur                  | Pos               |
| 131               | Mathieu Burgaudeau (FRA) | 47e               |
| 132               | Steff Cras (BEL)         | 53e               |
| 133               | Jordan Jegat (FRA)       | 17e               |
| 134               | Alexis Vuillermoz (FRA)  | 28e               |
| 135               | Alan Jousseaume (FRA)    | 55e               |
| 136               | Fabien Grellier (FRA)    | 80e               |
| 137               | Mattéo Vercher (FRA)     | 30e               |

| Saint Michel-Mavic-Auber 93 AUB | Saint Michel-Mavic-Auber 93 AUB | Saint Michel-Mavic-Auber 93 AUB |
| ------------------------------- | ------------------------------- | ------------------------------- |
| Num                             | Coureur                         | Pos                             |
| 141                             | Joris Delbove (FRA)             | 22e                             |
| 142                             | Alexandre Delettre (FRA)        | 67e                             |
| 143                             | Morne van Niekerk (RSA)         | 68e                             |
| 144                             | Théo Delacroix (FRA)            | 24e                             |
| 145                             | Dillon Corkery (IRL)            | 90e                             |
| 146                             | Romain Cardis (FRA)             | 71e                             |
| 147                             | Nicolas Breuillard (FRA)        | 29e                             |

| CIC U Nantes Atlantique UCN | CIC U Nantes Atlantique UCN | CIC U Nantes Atlantique UCN |
| --------------------------- | --------------------------- | --------------------------- |
| Num                         | Coureur                     | Pos                         |
| 151                         | Clément Braz Afonso (FRA)   | 20e                         |
| 152                         | Artus Jaladeau (FRA)        | 18e                         |
| 153                         | Pierre-Henry Basset (FRA)   | 36e                         |
| 154                         | Léo Danès (FRA)             | 35e                         |
| 155                         | Maël Guégan (FRA)           | 94e                         |
| 156                         | Robin Plamondon (CAN)       | 48e                         |
| 157                         | Matisse Julien (CAN)        | 74e                         |

| Arkéa-B&B Hotels ARK | Arkéa-B&B Hotels ARK      | Arkéa-B&B Hotels ARK |
| -------------------- | ------------------------- | -------------------- |
| Num                  | Coureur                   | Pos                  |
| 1                    | Kévin Vauquelin (FRA)     | AB                   |
| 2                    | Clément Champoussin (FRA) | AB                   |
| 3                    | Louis Barré (FRA)         | 23e                  |
| 4                    | Ewen Costiou (FRA)        | 13e                  |
| 5                    | Raúl García Pierna (ESP)  | 100e                 |
| 6                    | Simon Guglielmi (FRA)     | 54e                  |
| 7                    | Kévin Ledanois (FRA)      | 77e                  |

| Israel-Premier Tech IPT | Israel-Premier Tech IPT | Israel-Premier Tech IPT |
| ----------------------- | ----------------------- | ----------------------- |
| Num                     | Coureur                 | Pos                     |
| 11                      | Michael Woods (CAN)     | 4e                      |
| 12                      | Dylan Teuns (BEL)       | 14e                     |
| 13                      | Krists Neilands (LAT)   | 21e                     |
| 14                      | Jakob Fuglsang (DEN)    | 26e                     |
| 15                      | Guillaume Boivin (CAN)  | 73e                     |
| 16                      | Nadav Raisberg (ISR)    | 97e                     |
| 17                      | Mason Hollyman (GBR)    | 57e                     |

| Groupama-FDJ GFC | Groupama-FDJ GFC        | Groupama-FDJ GFC |
| ---------------- | ----------------------- | ---------------- |
| Num              | Coureur                 | Pos              |
| 21               | David Gaudu (FRA)       | 6e               |
| 22               | Kevin Geniets (LUX)     | 37e              |
| 23               | Romain Grégoire (FRA)   | 10e              |
| 24               | Fabian Lienhard (SUI)   | 87e              |
| 25               | Lenny Martinez (FRA)    | 1er              |
| 26               | Lars van den Berg (NED) | 56e              |
| 27               | Jens Verbrugghe (BEL)   | AB               |

| Cofidis COF | Cofidis COF            | Cofidis COF |
| ----------- | ---------------------- | ----------- |
| Num         | Coureur                | Pos         |
| 31          | Guillaume Martin (FRA) | 41e         |
| 32          | Anthony Perez (FRA)    | 72e         |
| 33          | Gorka Izagirre (ESP)   | 31e         |
| 34          | Axel Mariault (FRA)    | 16e         |
| 35          | Jonathan Lastra (ESP)  | 15e         |
| 36          | Simon Geschke (GER)    | 86e         |
| 37          | Thomas Champion (FRA)  | 40e         |

| Team dsm-firmenich PostNL DFP | Team dsm-firmenich PostNL DFP | Team dsm-firmenich PostNL DFP |
| ----------------------------- | ----------------------------- | ----------------------------- |
| Num                           | Coureur                       | Pos                           |
| 41                            | Romain Bardet (FRA)           | 3e                            |
| 42                            | Kevin Vermaerke (USA)         | 8e                            |
| 43                            | Chris Hamilton (AUS)          | 12e                           |
| 44                            | Sean Flynn (GBR)              | 93e                           |
| 45                            | Romain Combaud (FRA)          | 63e                           |
| 46                            | Vlad Van Mechelen (BEL)       | 89e                           |

| Lotto Dstny Development Team LDD | Lotto Dstny Development Team LDD | Lotto Dstny Development Team LDD |
| -------------------------------- | -------------------------------- | -------------------------------- |
| Num                              | Coureur                          | Pos                              |
| 51                               | Axel De Lie (BEL)                | AB                               |
| 52                               | Steffen De Schuyteneer (BEL)     | 45e                              |
| 53                               | Matys Grisel (FRA)               | 62e                              |
| 54                               | Robin Orins (BEL)                | 27e                              |

| Decathlon-AG2R La Mondiale DAT | Decathlon-AG2R La Mondiale DAT | Decathlon-AG2R La Mondiale DAT |
| ------------------------------ | ------------------------------ | ------------------------------ |
| Num                            | Coureur                        | Pos                            |
| 61                             | Aurélien Paret-Peintre (FRA)   | 5e                             |
| 62                             | Benoît Cosnefroy (FRA)         | 51e                            |
| 63                             | Nans Peters (FRA)              | 11e                            |
| 64                             | Lawrence Warbasse (USA)        | 50e                            |
| 65                             | Bastien Tronchon (FRA)         | 7e                             |
| 66                             | Jordan Labrosse (FRA)          | 52e                            |
| 67                             | Jaakko Hänninen (FIN)          | 39e                            |

| Uno-X Mobility UXM | Uno-X Mobility UXM             | Uno-X Mobility UXM |
| ------------------ | ------------------------------ | ------------------ |
| Num                | Coureur                        | Pos                |
| 71                 | Tobias Johannessen (NOR)       | 2e                 |
| 72                 | Fredrik Dversnes (NOR) (route) | 76e                |
| 73                 | Ådne Holter (NOR)              | 95e                |
| 74                 | Simon Dalby (DEN)              | 9e                 |
| 75                 | Anders Johannessen (NOR)       | 96e                |
| 76                 | Jonas Iversby Hvideberg (NOR)  | 92e                |
| 77                 | Magnus Kulset (NOR)            | 58e                |

| Lidl-Trek Future Racing LTF | Lidl-Trek Future Racing LTF | Lidl-Trek Future Racing LTF |
| --------------------------- | --------------------------- | --------------------------- |
| Num                         | Coureur                     | Pos                         |
| 81                          | Mats Wenzel (LUX)           | AB                          |
| 82                          | Cole Kessler (USA)          | 61e                         |
| 83                          | Martin Pedersen (DEN)       | 99e                         |
| 84                          | Nils Aebersold (SUI)        | 42e                         |
| 85                          | Louis Leidert (GER)         | 65e                         |
| 86                          | Matteo Milan (ITA)          | 98e                         |
| 87                          | Liam O'Brien (IRL)          | 43e                         |

| Team Corratec-Vini Fantini COR | Team Corratec-Vini Fantini COR | Team Corratec-Vini Fantini COR |
| ------------------------------ | ------------------------------ | ------------------------------ |
| Num                            | Coureur                        | Pos                            |
| 91                             | Kristian Sbaragli (ITA)        | 38e                            |
| 92                             | Niccolò Bonifazio (ITA)        | 82e                            |
| 93                             | Antoine Debons (SUI)           | 33e                            |
| 94                             | Etienne van Empel (NED)        | 85e                            |
| 95                             | Simone Olivero (ITA)           | 81e                            |
| 96                             | Matteo Amella (ITA)            | 46e                            |
| 97                             | Alessandro Iacchi (ITA)        | 88e                            |

| Bingoal WB BWB | Bingoal WB BWB            | Bingoal WB BWB |
| -------------- | ------------------------- | -------------- |
| Num            | Coureur                   | Pos            |
| 101            | Marco Tizza (ITA)         | 83e            |
| 102            | Davide Persico (ITA)      | NP             |
| 103            | Floris De Tier (BEL)      | 44e            |
| 104            | Aaron Van der Beken (BEL) | 34e            |
| 105            | Louka Matthys (BEL)       | 19e            |
| 106            | Noah Detalle (BEL)        | 78e            |
| 107            | Gaëtan Verleyen (BEL)     | 75e            |

| Nice Métropole Côte d'Azur NMC | Nice Métropole Côte d'Azur NMC | Nice Métropole Côte d'Azur NMC |
| ------------------------------ | ------------------------------ | ------------------------------ |
| Num                            | Coureur                        | Pos                            |
| 112                            | Alexander Konijn (NED)         | 91e                            |
| 113                            | Axel Narbonne-Zuccarelli (FRA) | 66e                            |
| 114                            | Andrea Mifsud                  | AB                             |
| 116                            | Jean-Louis Le Ny (FRA)         | 25e                            |
| 117                            | Alexandre Léonien (FRA)        | 79e                            |

| Van Rysel-Roubaix VRR | Van Rysel-Roubaix VRR    | Van Rysel-Roubaix VRR |
| --------------------- | ------------------------ | --------------------- |
| Num                   | Coureur                  | Pos                   |
| 122                   | Célestin Guillon (FRA)   | 32e                   |
| 123                   | Valentin Tabellion (FRA) | 70e                   |
| 124                   | Thomas Boudat (FRA)      | 84e                   |
| 125                   | Kenny Molly (BEL)        | 64e                   |
| 126                   | Rémi Capron (FRA)        | 49e                   |

| TotalEnergies TEN | TotalEnergies TEN        | TotalEnergies TEN |
| ----------------- | ------------------------ | ----------------- |
| Num               | Coureur                  | Pos               |
| 131               | Mathieu Burgaudeau (FRA) | 47e               |
| 132               | Steff Cras (BEL)         | 53e               |
| 133               | Jordan Jegat (FRA)       | 17e               |
| 134               | Alexis Vuillermoz (FRA)  | 28e               |
| 135               | Alan Jousseaume (FRA)    | 55e               |
| 136               | Fabien Grellier (FRA)    | 80e               |
| 137               | Mattéo Vercher (FRA)     | 30e               |

| Saint Michel-Mavic-Auber 93 AUB | Saint Michel-Mavic-Auber 93 AUB | Saint Michel-Mavic-Auber 93 AUB |
| ------------------------------- | ------------------------------- | ------------------------------- |
| Num                             | Coureur                         | Pos                             |
| 141                             | Joris Delbove (FRA)             | 22e                             |
| 142                             | Alexandre Delettre (FRA)        | 67e                             |
| 143                             | Morne van Niekerk (RSA)         | 68e                             |
| 144                             | Théo Delacroix (FRA)            | 24e                             |
| 145                             | Dillon Corkery (IRL)            | 90e                             |
| 146                             | Romain Cardis (FRA)             | 71e                             |
| 147                             | Nicolas Breuillard (FRA)        | 29e                             |

| CIC U Nantes Atlantique UCN | CIC U Nantes Atlantique UCN | CIC U Nantes Atlantique UCN |
| --------------------------- | --------------------------- | --------------------------- |
| Num                         | Coureur                     | Pos                         |
| 151                         | Clément Braz Afonso (FRA)   | 20e                         |
| 152                         | Artus Jaladeau (FRA)        | 18e                         |
| 153                         | Pierre-Henry Basset (FRA)   | 36e                         |
| 154                         | Léo Danès (FRA)             | 35e                         |
| 155                         | Maël Guégan (FRA)           | 94e                         |
| 156                         | Robin Plamondon (CAN)       | 48e                         |
| 157                         | Matisse Julien (CAN)        | 74e                         |